# 남상교
남상교(南尙敎, 1783년 ~ 1866년)는 조선 후기의 문신, 시인이자 천주교 순교자이다. 남종삼(南鍾三)의 양아버지로 동생 남탄교의 아들을 입양하였다. 자(字)는 문숙(文叔), 호는 우촌(雨村). 본관은 의령(宜寧)이다.

## 생애
아버지는 남이우(南履佑)이고 어머니는 이기풍(李基豊)의 딸이다. 참판 남익훈(南益薰)의 4대손으로, 고조부 남기명과 증조부 남태헌은 현감을 지냈다. 일찍이 진사시(進士試)에 합격하고 1832년(순조 32) 음서로 관직에 올라 능령이 되었으며, 이후 금부도사, 전생서직장, 통례원인의, 장악원주부 등을 거쳐 의빈부도사, 현풍현감으로 나갔다가 2년 만에 파직되었다. 이후 한성부주부, 장녕령, 풍기군수, 영해군수 등을 거쳐 1848년(헌종 14) 12월 충주목사(忠州牧使), 1852년 1월 시종신의 부친이라 하여 중추부첨지사 오위장에 특진되었다. 그해 10월 돈녕부도정이 되었다. 1862년(철종 13) 1월 나이 80세가 넘었다 하여 특별히 가선대부 중추부동지사로 특진되고 1863년 2월 돈령부동지사에 제수되었다.
그는 독실한 천주교인으로 신앙 생활에 방해가 된다 하여 청요직 제의를 거절했다 한다. 흥선대원군의 정책이 천주교에 호의적이었다가 1866년(고종 3) 천주교 금지령으로 선회하면서 병인박해(丙寅迫害) 때 양자 종삼(鍾三) 등과 함께 체포되어 투옥, 고령자라 하여 사형은 면하였으나 옥중 순교하였다. 저서에 《우촌시고 (雨村詩藁)》, 시문집인 《청랑간관초고 (靑琅玕館初稿)》가 있다. 양자 남종삼의 자녀들까지 순교되거나 노비로 보내져 3대에 걸친 순교자 가문이 되었다.

## 저작
- 《우촌시고 (雨村詩藁)》
- 시집 《청랑간관초고 (靑琅玕館初稿)》

## 같이 보기
- 천주교
- 병인박해
- 이봉녕

## 참고 문헌
- 고종실록
- 진신보